# دنيس فيريرا
دنيس فيريرا (بالإسبانية: Dennis Ferrera)‏ هو مدرب كرة قدم ولاعب كرة قدم هندوراسي في مركز الوسط، ولد في 3 ديسمبر 1980 في سان بيدرو سولا في هندوراس. شارك مع منتخب هندوراس لكرة القدم. أما مع النوادي، فقد لعب مع نادي بلاتنسي ونادي ماراثون.

## وصلات خارجية
- دنيس فيريرا على موقع قاعدة بيانات كرة القدم.إي يو (الإنجليزية)
- دنيس فيريرا على موقع ناشيونال فوتبول تيمز (الإنجليزية)
- دنيس فيريرا على موقع Soccerway.com (الإنجليزية)
- دنيس فيريرا على موقع عالم كرة القدم.نت (الإنجليزية)